# Ficus lutea
Ficus lutea är en mullbärsväxtart som beskrevs av Vahl. Ficus lutea ingår i släktet fikonsläktet, och familjen mullbärsväxter. Inga underarter finns listade i Catalogue of Life.

## Bildgalleri

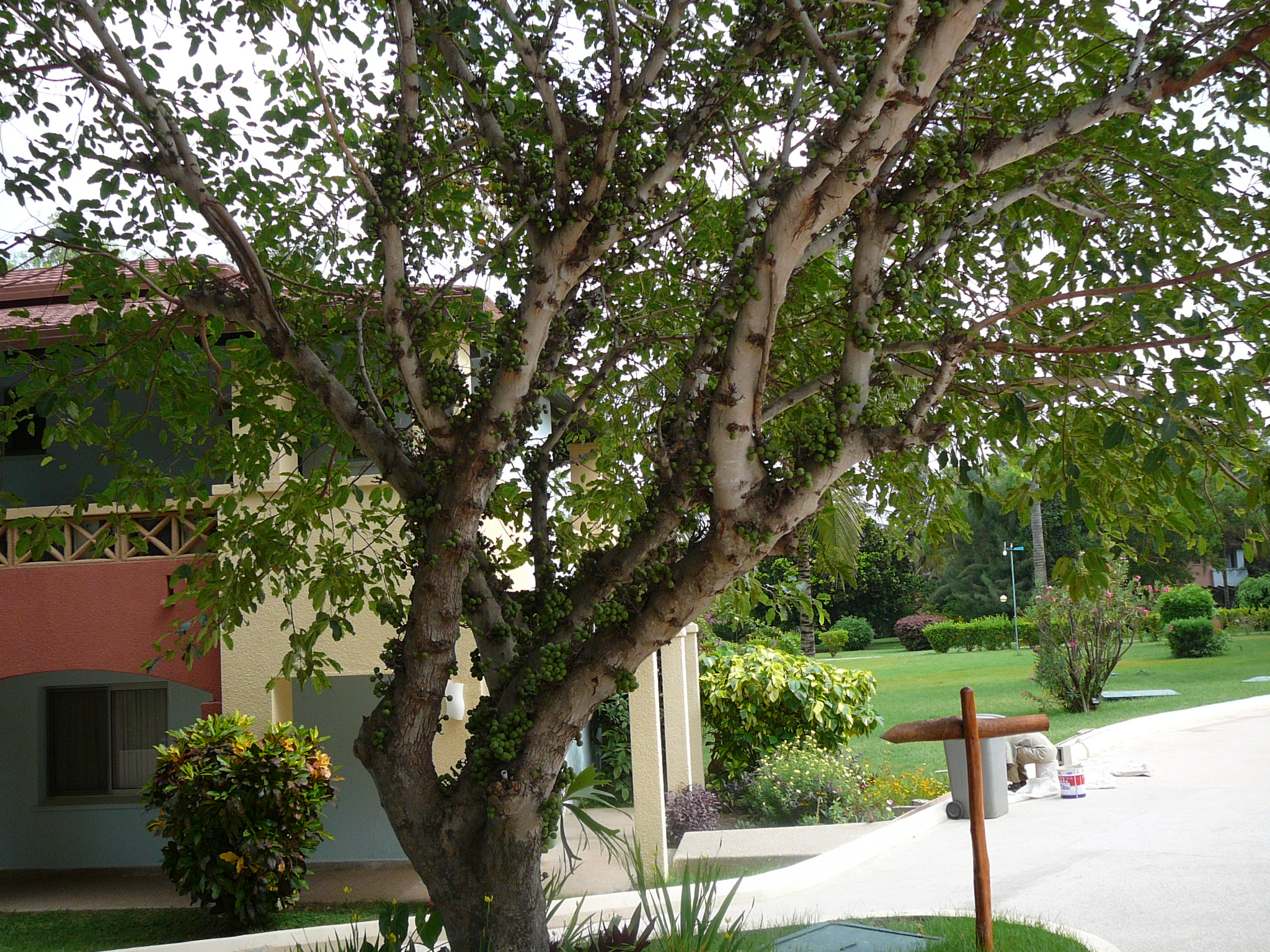
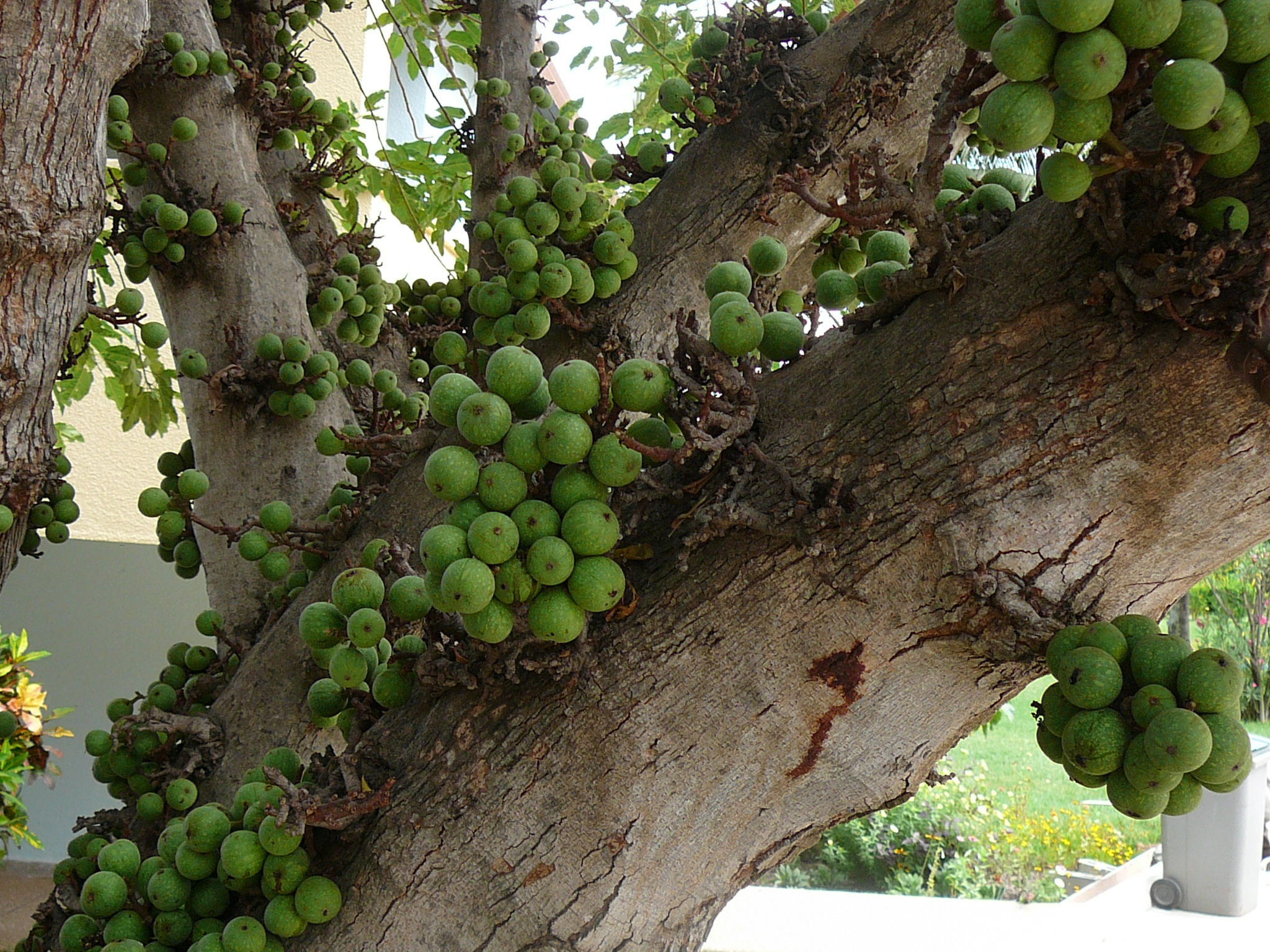
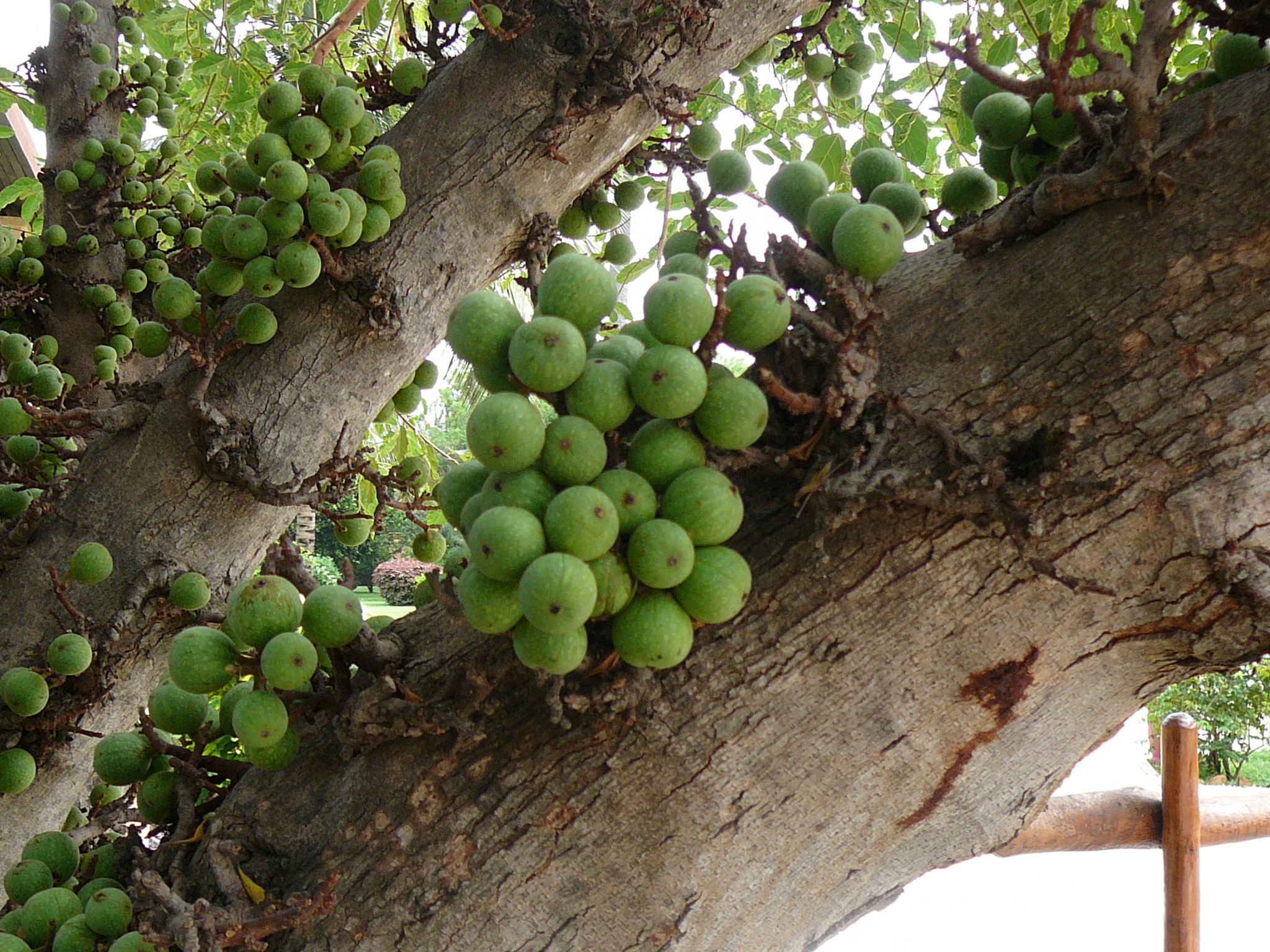
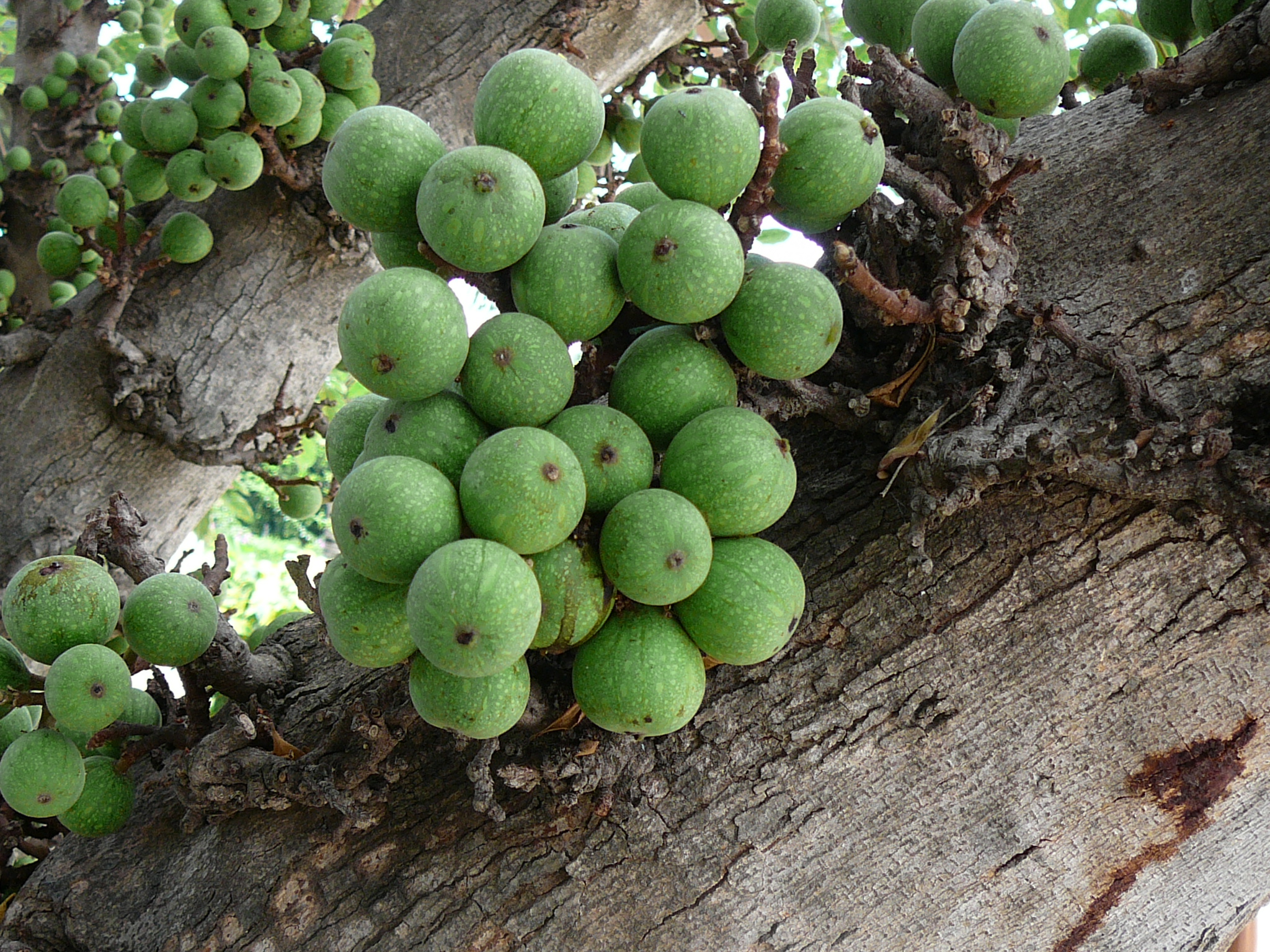
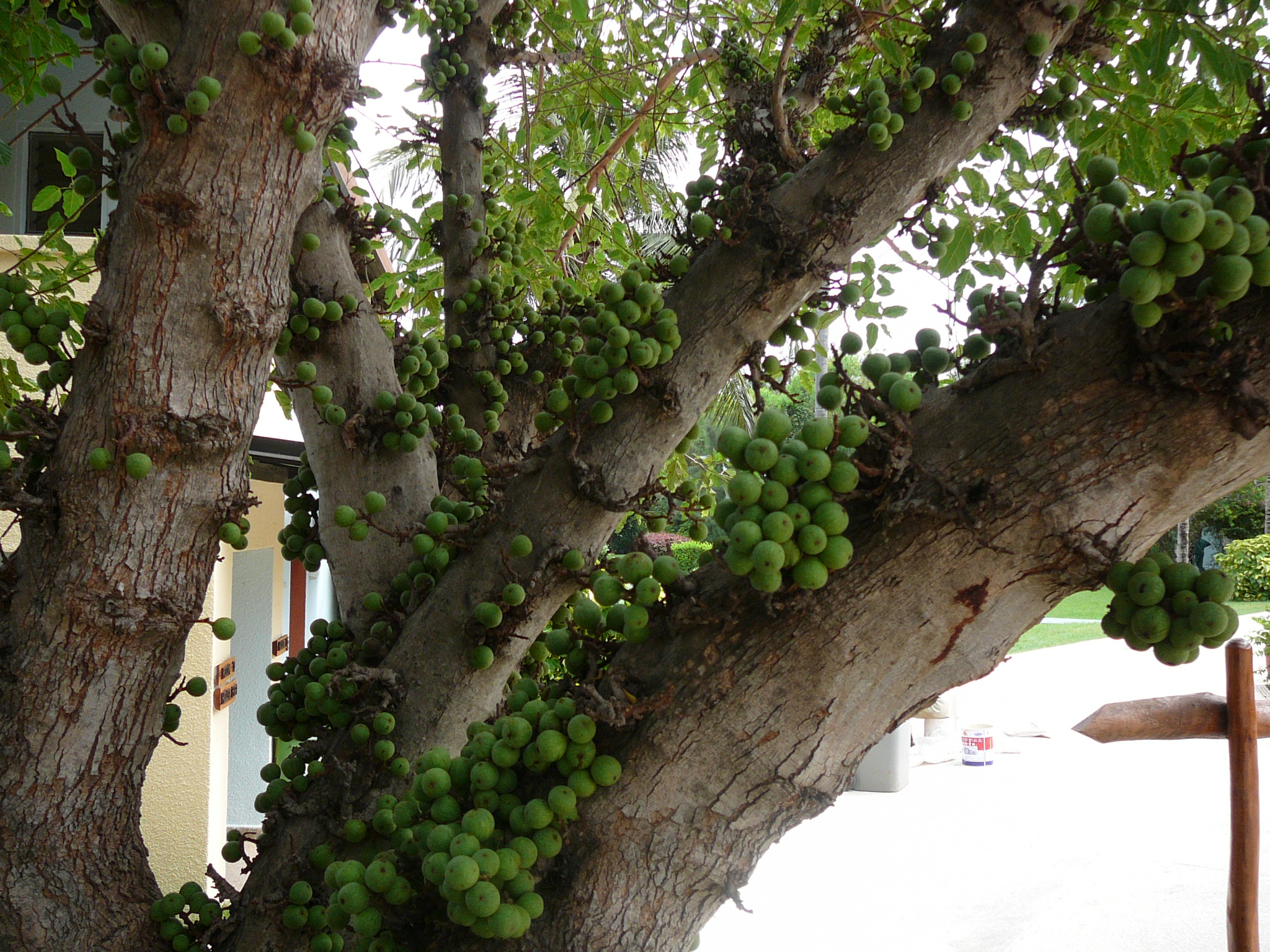
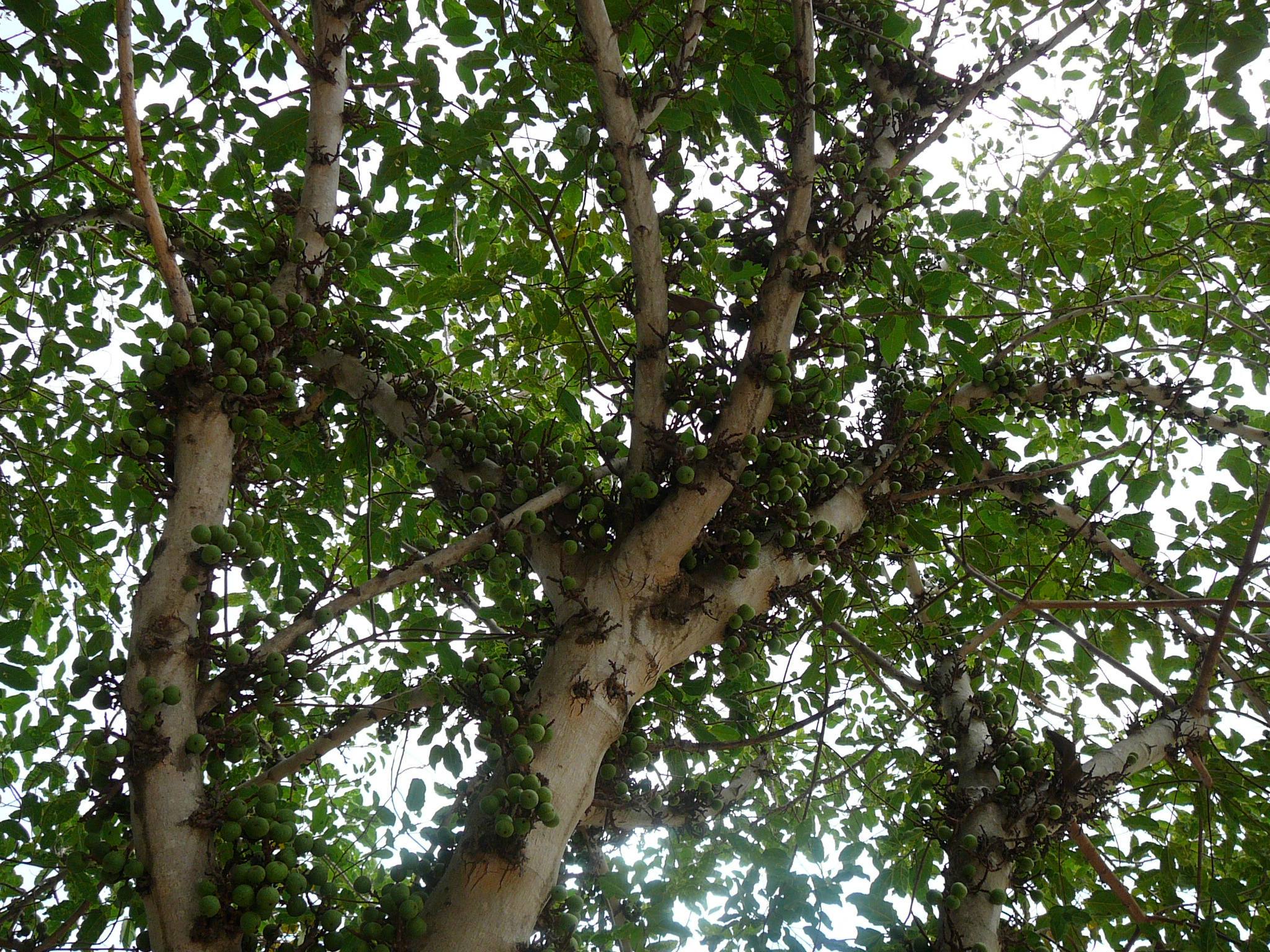